# Triangle (álbum de Diaura)
Triangle é o terceiro álbum de estúdio da banda de rock e visual kei japonesa Diaura, lançado em 26 de novembro de 2014 pela gravadora Ains. O álbum foi lançado em três versões: além da versão regular com apenas o CD, o tipo A inclui um DVD ao vivo, enquanto o tipo B inclui um DVD com dois videoclipes. Dois singles foram lançados antes do álbum, em 9 de julho de 2014, intitulados "Silent Majority" e "Horizon". Um terceiro single intitulado "Blind Message" foi lançado em 3 de setembro, no entanto, a canção em si não foi incluída no álbum, mas seu videoclipe foi incluído no DVD extra do lançamento tipo B.

## Recepção
Alcançou o 33º lugar na parada semanal da Oricon Albums Chart e alcançou o 2º lugar na parada Indies Albums.

## Faixas
Todas as letras escritas por Yo-ka. 
| N.º            | Título                      | Duração |  |
| 1.             | "Triangle Vision (SE)"      | 1:45    |  |
| 2.             | "ID"                        | 4:11    |  |
| 3.             | "Menace"                    | 3:45    |  |
| 4.             | "Moratorium" (モラトリアム) | 4:15    |  |
| 5.             | "Shin Sekai" (新世界)       | 3:52    |  |
| 6.             | "Hypnosis"                  | 4:26    |  |
| 7.             | "Case of Massmurder"        | 4:34    |  |
| 8.             | "Silent Majority"           | 3:40    |  |
| 9.             | "Aria" (アリア)             | 3:38    |  |
| 10.            | "Kairi" (解離)              | 5:11    |  |
| 11.            | "Horizon" (ホライゾン)      | 4:46    |  |
| 12.            | "Jikai" (自壊)              | 5:27    |  |
| Duração total: | Duração total:              | 49:35   |  |

| Tipo A (DVD) | |         |  |
| N.º          | Título | Duração |  |
| 1.           | "Ains Presents Diaura 47 Todōfuken tandoku kōen Tour '2014 "Into the 'deep' Core～Awakening Menace～" Tour Ura Final 2014nen 08-tsuki 16-nichi (tsuchi) Shibuya Quattro" (Ains Presents Diaura 47都道府県単独公演Tour'2014 「Into the【deep】Core～Awakening Menace～」Tour 裏Final 2014年08月16日(土)渋谷Quattro) |         |  |

| Tipo B (DVD) |                             |         |  |
| N.º          | Título                      | Duração |  |
| 1.           | "Moratorium" (モラトリアム) |         |  |
| 2.           | "Blind Message"             |         |  |

## Ficha técnica
- Yo-ka - vocais
- Kei (佳衣) - guitarra
- Shoya (翔也) - baixo
- Yuu (勇) - bateria